# Dialogo interreligioso

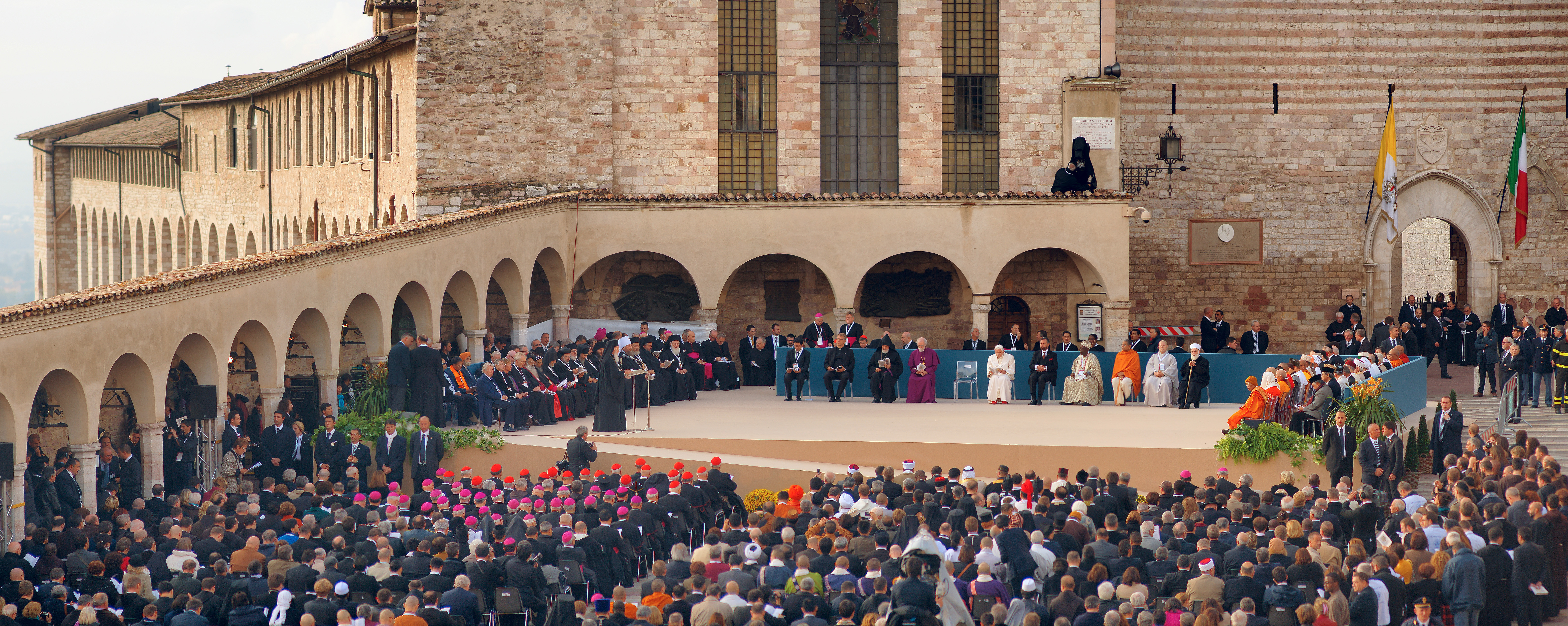
Giorno di preghiera per la pace ad Assisi nel 2011

L'espressione dialogo interreligioso si riferisce all'interazione positiva e cooperativa fra gruppi di persone appartenenti a differenti tradizioni religiose, basata sul presupposto che tutte le parti coinvolte, a livello individuale e istituzionale, accettino e operino per la tolleranza e il rispetto reciproco.
Si distingue dal sincretismo in quanto il dialogo si focalizza sulla comprensione tra religioni diverse e sulla tolleranza che ne deriva (rimanendo sulle rispettive posizioni), anziché sulla sintesi di elementi diversi in nuove forme di credenza.
Il Parlamento delle religioni mondiali, istituito nel 1993, è considerato da alcuni la nascita formale del dialogo interreligioso.